# Agrias rubella
Agrias rubella är en fjärilsart som beskrevs av Peter William Michael 1930. Agrias rubella ingår i släktet Agrias och familjen praktfjärilar. Inga underarter finns listade i Catalogue of Life.